# Earl Tatum
Earl Tatum, né le 26 juillet 1953, à Mount Vernon, dans l'État de New York, est un joueur américain de basket-ball. Il évoluait aux postes d'arrière et d'ailier.

## Pour approfondir
- Liste des joueurs de NBA avec 9 interceptions et plus sur un match.